# 6. Flak-Division
La 6. Flak-Division (6e division de Flak) est une division de lutte antiaérienne de la Luftwaffe allemande au sein de la Wehrmacht durant la Seconde Guerre mondiale.

## Historique
La 6. Flak-Division est mise sur pied le 1er septembre 1941 à Bruxelles à partir du Luftverteidigungskommando 6.
Le 1er avril 1942, la division est remplacée par la 16. Flak-Division et est transférée à la Luftflotte 1 dans le Nord de la Russie. Son état-major prend ses quartiers à Medved (ru).
En décembre 1943, le Stab/Flak-Regiment 136 (mot.) (Flakgruppe Ostland) rejoint la division, et la quitte en février 1944, remplacé par le Stab/Flak-Regiment 41 (mot.) qui la quitte en avril 1944 pour y revenir en juillet 1944, remplaçant le Stab/Flak-Regiment 151 (mot.), mais qui reviendra à la division en août 1944.
En septembre 1944, le Stab/Flak-Regiment 136 (mot.) est réaffectée à la division, quand cette dernière quitte l'Allemagne, suivi du Stab/Flak-Regiment 164 (mot.) en octobre 1944. À la même date, le Stab/Flak-Regiment 136 (mot.) quitte encore une fois la division pour une affectation dans la 18. Flak-Division.
La division combat au sol dans la Poche de Courlande en 1945 et se rend aux forces alliées soviétiques dans la région de Libau.

## Commandement
| Début              | Fin                | Grade           | Nom                |
| ------------------ | ------------------ | --------------- | ------------------ |
| 1er septembre 1941 | 1er septembre 1942 | General         | Job Odebrecht (en) |
| 1er septembre 1942 | 8 mai 1945         | Generalleutnant | Werner Anton (en)  |

### Chef d'état-major(Ia)
| Début         | Fin          | Grade     | Nom            |
| ------------- | ------------ | --------- | -------------- |
| ?             | Avril 1943   | Major     | Kurt Lotz      |
| Avril 1943    | Juillet 1944 | Major     | Clemens Martin |
| 1er août 1944 | Mai 1945     | Hauptmann | Erhard Richter |

## Organisation

### Rattachement
| Début              | Fin            | Commandement                            |
| ------------------ | -------------- | --------------------------------------- |
| 1er septembre 1941 | 1er avril 1942 | Luftgau-Kommando Belgien-Nordfrankreich |
| 1er avril 1942     | 16 avril 1945  | Luftflotte 1                            |
| 16 avril 1945      | 8 mai 1945     | Luftwaffenkommando Kurland              |

### Unités subordonnées
Formation le 1er septembre 1941 :
- Stab/Flak-Regiment 8 (Flakgruppe Rotterdam)
- Stab/Flak-Regiment 111 (Flakgruppe Amsterdam)
- Stab/Flak-Regiment 129 (Flakgruppe Dunkirk)
- Stab/Flak-Regiment 132 (Flakgruppe Boulogne)
- Stab/Flak-Regiment 431 (Flakgruppe Lille)
- Luftnachrichten-Abteilung 126

Organisation au 1er septembre 1942 :
- Stab/Flak-Regiment 18 (mot.) à Duderholf, en support à la 11. Armee
- Stab/Flak-Regiment 151 (mot.) à Medved (ru), en support à la 16. Armee
- Stab/Flak-Regiment 164 (mot.) à Roshdestvenno, en support à la 18. Armee
- Luftnachrichten-Abteilung 126
- Division Nachschubführer

Organisation au 22 juin 1943 :
- Stab/Flak-Regiment 151 (mot.)
- Stab/Flak-Regiment 164 (mot.)
- Luftnachrichten-Betriebs-Kompanie 126

Organisation au 1er novembre 1943 :
- Stab/Flak-Regiment 43 (mot.)
- Stab/Flak-Regiment 151 (mot.)
- le.Heimat-Bttr. 6./I
- Luftnachrichten-Betriebs-Kompanie 126

Organisation au 1er septembre 1944 :
- Stab/Flak-Regiment 41 (mot.)
- Stab/Flak-Regiment 43 (mot.)
- Stab/Flak-Regiment 151 (mot.)
- Flak-Transport-Bttr. 6./VI, 14./VI, 15./XI et 28./IV
- Luftnachrichten-Betriebs-Kompanie 126

### Livres
- Georges Bernage & François de Lannoy, Dictionnaire historique de la Luftwaffe et de la Waffen-SS, Éditions Heimdal, 1998
- (de) Karl-Heinz Hummel:Die deutsche Flakartillerie 1935 - 1945 - Ihre Großverbände und Regimenter, VDM Heinz Nickel, 2010